# Sóviet Supremo de la República Socialista Soviética de Armenia
El Sóviet Supremo de la República Socialista Soviética de Armenia (en armenio: ՀԽՍՀ Գերագույն սովետ, romanizado: HKhSH Geraguyn sovet, en ruso: Верховный Совет Армянской ССР) fue el sóviet supremo (mayor órgano legislativo) de la RSS de Armenia, una de las repúblicas constituyentes de la Unión Soviética, desde julio de 1938 hasta el 23 de agosto de 1990.
El Sóviet Supremo fue precedido por el Consejo Nacional de Armenia (1917-1918) y luego un Khorhurd (legislatura), antes de que Armenia se convirtiera en parte de la Unión Soviética en 1920.

## Historia
El Sóviet Supremo de la RSS de Armenia fue establecido en 1938, mediante la promulgación de una reedición de la constitución, donde se establecía como el máximo órgano legislativo y estatal en la república constituyente. Este estaba constituido por 340 diputados (electos cada cinco años), y era unicameral. Los potestades y facultades del Sóviet Supremo estaban determinados por la Constitución. Tenía como órgano permanente al Presídium, el cual se desempeñaba durante el periodo entre sesiones.
Tras la disolución de la Unión Soviética y la independencia de Armenia, se creó un nuevo parlamento denominado Asamblea Nacional, el cual reemplazó al Sóviet Supremo.

## Estructura

### Presídium
El presídium era el órgano con funciones legislativas encargado de dirigir al Sóviet Supremo durante los periodos entre sesiones de este. Los miembros de este eran elegidos por los diputados al inicio de cada convocatoria. Sus funciones eran convocar las sesiones del Sóviet Supremo, interpretar las leyes, otorgar títulos honoríficos y condecoraciones, relevar y designar a ministros locales a propuesta del Presidente del Consejo de Ministros, entre otras. Estaba formado por un presidente, dos vicepresidentes, un secretario y 11 miembros ordinarios. 

### Diputados
Los diputados del Sóviet Supremo de la RSS de Armenia eran electos sobre la base de sufragio universal, igual y directo en votación secreta por ciudadanos mayores de 18 años, en proporción de un diputado por cada 5,000 habitantes.

## Facultades
El Sóviet Supremo de la República Socialista Soviética de Armenia elegía un Presídium responsable ante él, y también formaba al Gobierno; elegía al Consejo de Ministros de la República Socialista Soviética de Armenia, y a la Corte Suprema de la República Socialista Soviética de Armenia. También los diputados eligieron a los jefes de los comités ejecutivos locales y parcialmente a sus diputados, el estado mayor de mando de los distritos militares ubicados en el territorio de la RSS de Armenia.
Los deberes del Sóviet Supremo también consistían en:
- Modificar la Constitución de la República Socialista Soviética de Armenia y adoptar nuevas versiones;
- Publicar y aprobar los planes económicos nacionales y el presupuesto estatal de la república;
- Supervisar el estado y la gestión de las empresas subordinadas a la Unión y supervisarlas.

La forma principal de la actividad del Sóviet Supremo eran las sesiones, que el Presídium convocaba dos veces al año. Asimismo, ante solicitud del Presídium o a solicitud de un tercio de los diputados, se podían convocar sesiones extraordinarias y solemnes (dedicadas a fechas destacadas). El Sóviet Supremo formaba comisiones permanentes y temporales. Las leyes fueron aprobadas por mayoría de votos de los diputados que participaron en la reunión del Sóviet Supremo.

## Convocatorias
| Convocatoria      | Periodo   |
| ----------------- | --------- |
| I Convocatoria    | 1938-1946 |
| II Convocatoria   | 1947-1950 |
| III Convocatoria  | 1951-1954 |
| IV Convocatoria   | 1955-1959 |
| V Convocatoria    | 1959-1962 |
| VI Convocatoria   | 1963-1966 |
| VII Convocatoria  | 1867-1970 |
| VIII Convocatoria | 1971-1974 |
| IX Convocatoria   | 1975-1979 |
| X Convocatoria    | 1980-1984 |
| XI Convocatoria   | 1985-1989 |
| XII Convocatoria  | 1990-1991 |

## Presidentes delPresídiumdel Sóviet Supremo de la RSS de Armenia
| Imagen | Imagen | Nombre                         | Inicio                 | Fin                    | Partido político  |
| ------ | ------ | ------------------------------ | ---------------------- | ---------------------- | ----------------- |
|        |        | Matsak Papyan (1901-1962)      | 14 de julio de 1938    | 1 de abril de 1954     | Partido Comunista |
|        |        | Shmavon Arushanyan (1903-1982) | 1 de abril de 1954     | 3 de abril de 1963     | Partido Comunista |
|        |        | Nagush Harutyunyan (1912-1993) | 3 de abril de 1963     | 3 de julio de 1975     | Partido Comunista |
|        |        | Babken Sarkisov (1913-1999)    | 4 de julio de 1975     | 6 de diciembre de 1985 | Partido Comunista |
|        |        | Hrant Voskanyan (1924-2005)    | 6 de diciembre de 1985 | 20 de julio de 1990    | Partido Comunista |

## Presidentes del Sóviet Supremo de la RSS de Armenia
| Imagen | Imagen | Nombre                               | Inicio                  | Fin                     | Partido político  |
| ------ | ------ | ------------------------------------ | ----------------------- | ----------------------- | ----------------- |
|        |        | Jachik Akopdzhanyan (1902-1944)      | 12 de julio de 1938     | 27 de julio de 1943     | Partido Comunista |
|        |        | Aghasi Sargsián (1905-1985)          | 27 de julio de 1943     | 16 de marzo de 1944     | Partido Comunista |
|        |        | Simak Sahakyan (1897-1961)           | 16 de marzo de 1944     | 29 de abril de 1961     | Partido Comunista |
|        |        | Eduard Topchyan (1911-1975)          | 21 de diciembre de 1961 | 6 de julio de 1971      | Partido Comunista |
|        |        | Ruben Parsamyan (1920-1989)          | 6 de julio de 1971      | 29 de diciembre de 1972 | Partido Comunista |
|        |        | Artsruni Gasparyan (1908-1994)       | 29 de diciembre de 1972 | 3 de julio de 1975      | Partido Comunista |
|        |        | Serguéi Ambartsumián (1922-2018)     | 3 de julio de 1975      | 20 de marzo de 1980     | Partido Comunista |
|        |        | Samson Tonoyán (1931-2014)           | 20 de marzo de 1980     | 20 de julio de 1990     | Partido Comunista |
|        |        | Levon Ter-Petrosián (nacido en 1945) | 4 de agosto de 1990     | 11 de noviembre de 1991 | Partido Comunista |
|        |        | Babken Ararktsyan (nacido en 1944)   | 11 de noviembre de 1991 | 24 de diciembre de 1991 | Partido Comunista |

## Miembros notables
- Levon Ter-Petrosyan, presidente del Consejo Supremo de la República de Armenia en el momento de la independencia de la nación en 1990
- Serzh Sargsyan
- Karapet Rubinyan
- Ara Sahakian, secretario en 1990 cuando firmó la Declaración de Independencia de Armenia con el presidente Ter-Petrosyan
- Samand Siabandov